# Teesside

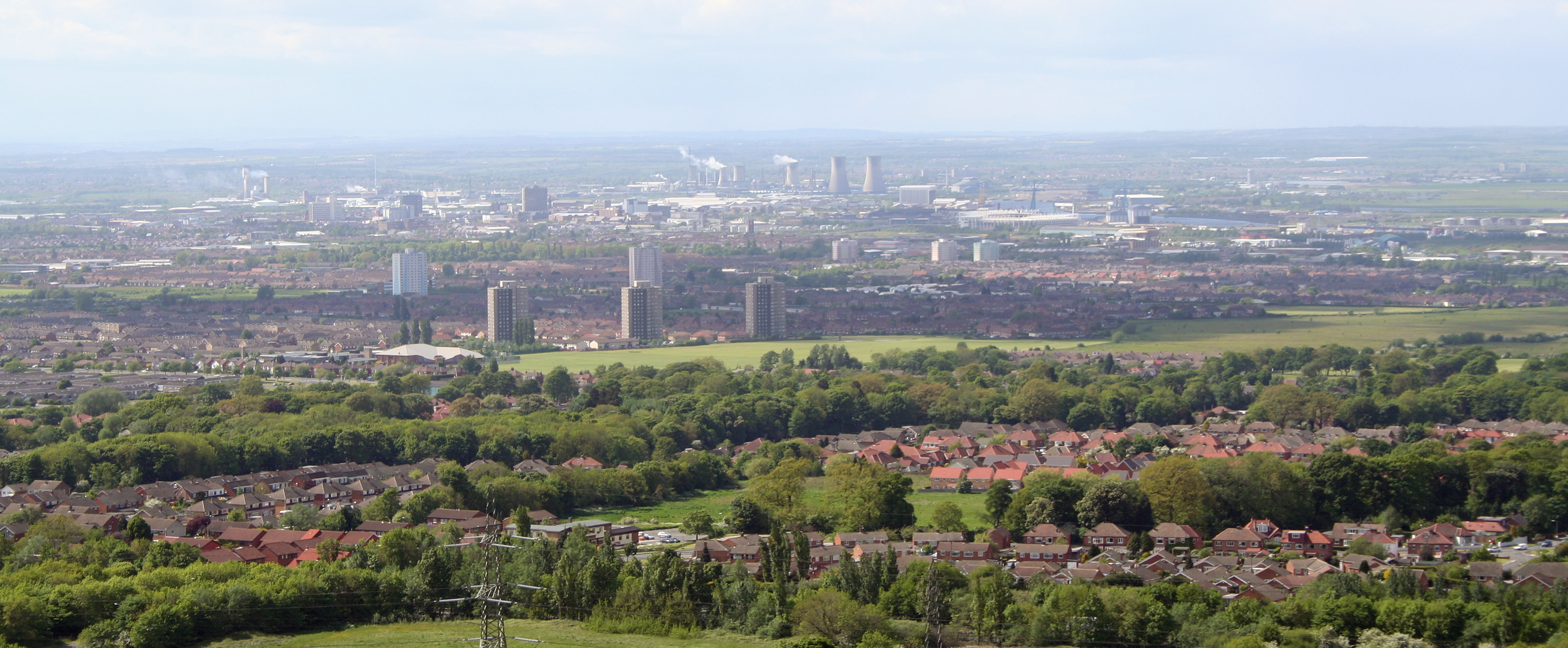
Panoramaaufnahme von Middlesbrough

Teesside ist eine Konurbation im Nordosten Englands um die Städte Middlesbrough, Stockton-on-Tees, Redcar und Billingham mit etwa 376.000 Einwohnern. Von 1969 bis 1974 war es zudem die Bezeichnung eines County Boroughs der Gegend. Benannt ist sie nach dem Fluss Tees, der dort, von Westen kommend, nach Osten in die Nordsee fließt. Teesside war im 20. Jahrhundert wichtiger Standort der Schwerindustrie, seit der Krise dieses Wirtschaftszweigs in Großbritannien ist es landesweit vor allem für Umweltverschmutzung, Arbeitslosigkeit und Armut bekannt.

## Geschichte
Die Gegend begann sich um Stahl- und Eisenproduktion zu entwickeln, seit dem Ersten Weltkrieg zog auch Chemische Industrie an den Fluss. Das erste Chemiewerk entstand in Billingham, nach dem Zweiten Weltkrieg folgte ein Werk in Wilton. In den 1970er Jahren siedelten sich diverse weitere Chemiewerke in Seal Sands an. In der ersten Hälfte des 20. Jahrhunderts war Teesside vor allem für sein rapides Wachstum bekannt, litt aber auch stark unter Luftverschmutzung. Während klassische Industrieregionen wie Liverpool schon in den 1950er und 1960er Jahren mit ersten Krisensymptomen zu kämpfen hatten, galt Teesside in dieser Zeit noch als Wachstumsregion. Die Werften schlossen zwar, jedoch gingen Politiker und Industrielle davon aus, dass andere Industrieproduktion deren Rolle übernehmen könne. Der größte Teil der chemischen Industrie gehört mittlerweile zu Imperial Chemical Industries (ICI), die Stahlindustrie in Teesside wird von British Steel dominiert. Die Chemie- oder Stahlwerke sind im flachen Tal von fast jedem Standpunkt aus zu sehen. Deren Wachstum stellte sich jedoch nicht ein, spätestens mit der Ölkrise Mitte der 1970er Jahre sank die Industrieproduktion in Teesside dramatisch. Zwischen 1978 und 1984 strich British Steel 69 % der Arbeitsplätze in der Region, ICI zwischen 1980 und 1984 30 %. In den Jahren 1975 bis 1984 gingen in der Industrie über 60.000 Arbeitsplätze verloren, während im Dienstleistungssektor gerade einmal 4000 hinzukamen.
Seit den 1980er Jahren belastet zunehmend Arbeitslosigkeit die Gegend. Das County Cleveland in Teesside hatte damals mehrfach die höchste Arbeitslosenquote des Vereinigten Königreichs, in mehreren Gemeinden lag die Arbeitslosenquote damals über 30 %.

## Offshore-Windpark
Vor der Küste liegt der 2013 fertiggestellte Offshore-Windpark Teesside. Der Windpark besteht aus insgesamt 27 Windkraftanlagen des Typs Siemens SWT-2.3-93 mit jeweils 2,3 MW Nennleistung, die mit Rotoren von 93 Metern Durchmesser ausgerüstet sind. Die Gesamtnennleistung des Offshore-Windparks beträgt 62,1 MW.